# Terracino
Terracino è una frazione del comune di Accumoli, in provincia di Rieti, nella regione Lazio.

## Geografia fisica

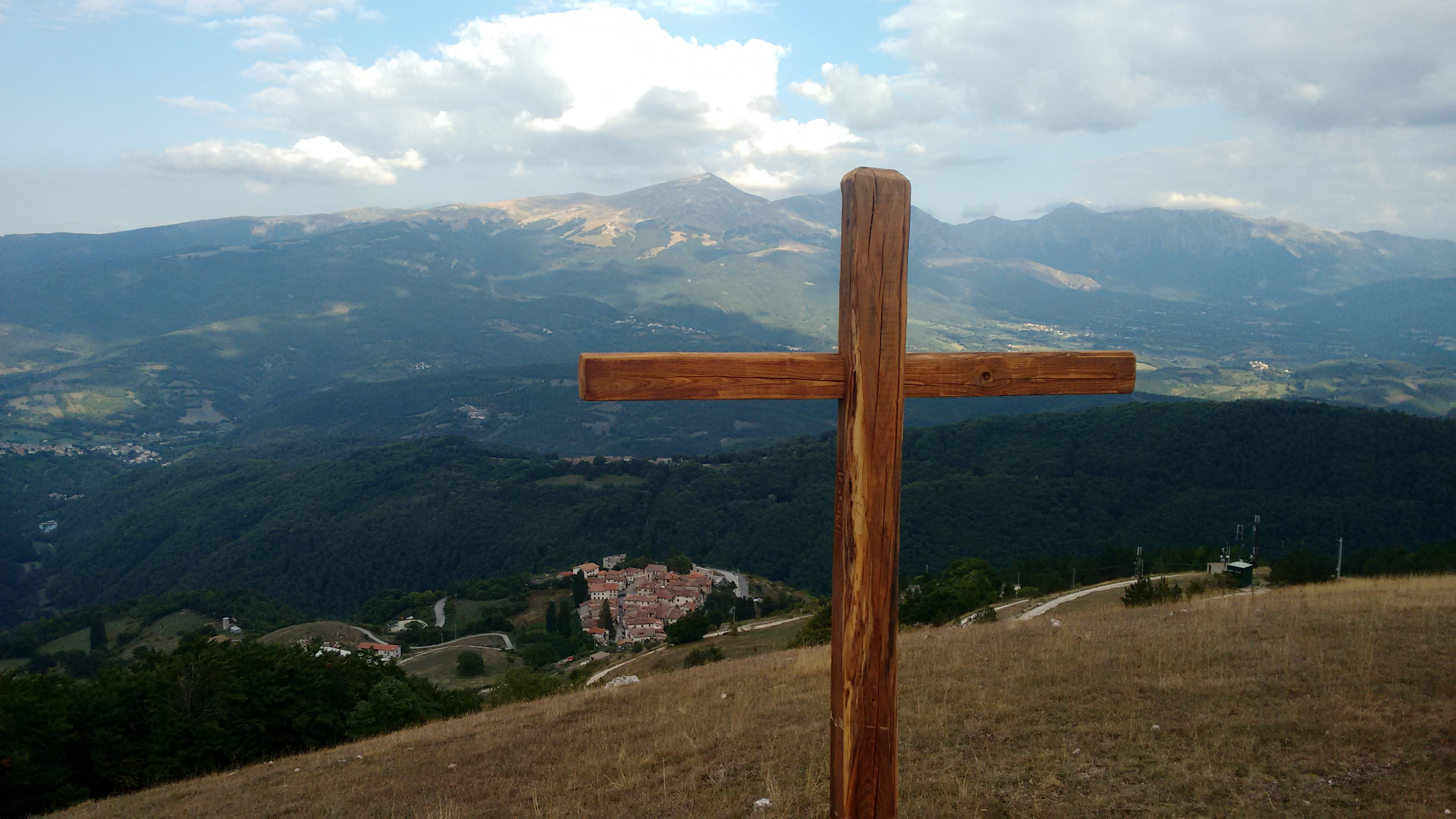
Vista di Terracino e dei Monti della Laga dalla Croce sul Monte la Croce.

Il paese si trova a 1.165 metri s.l.m., dominato dal Monte la Croce, è quindi la località più alta del comune di Accumoli. Il centro abitato è situato su un ripiano calcareo circondato da prati e macchie cedue e ricade in una zona ad alta sismicità. Il terreno sottostante è ricco di falde acquifere e nei pressi del paese sono presenti numerose piccole sorgenti come quella della località Fonticelle.

## Storia

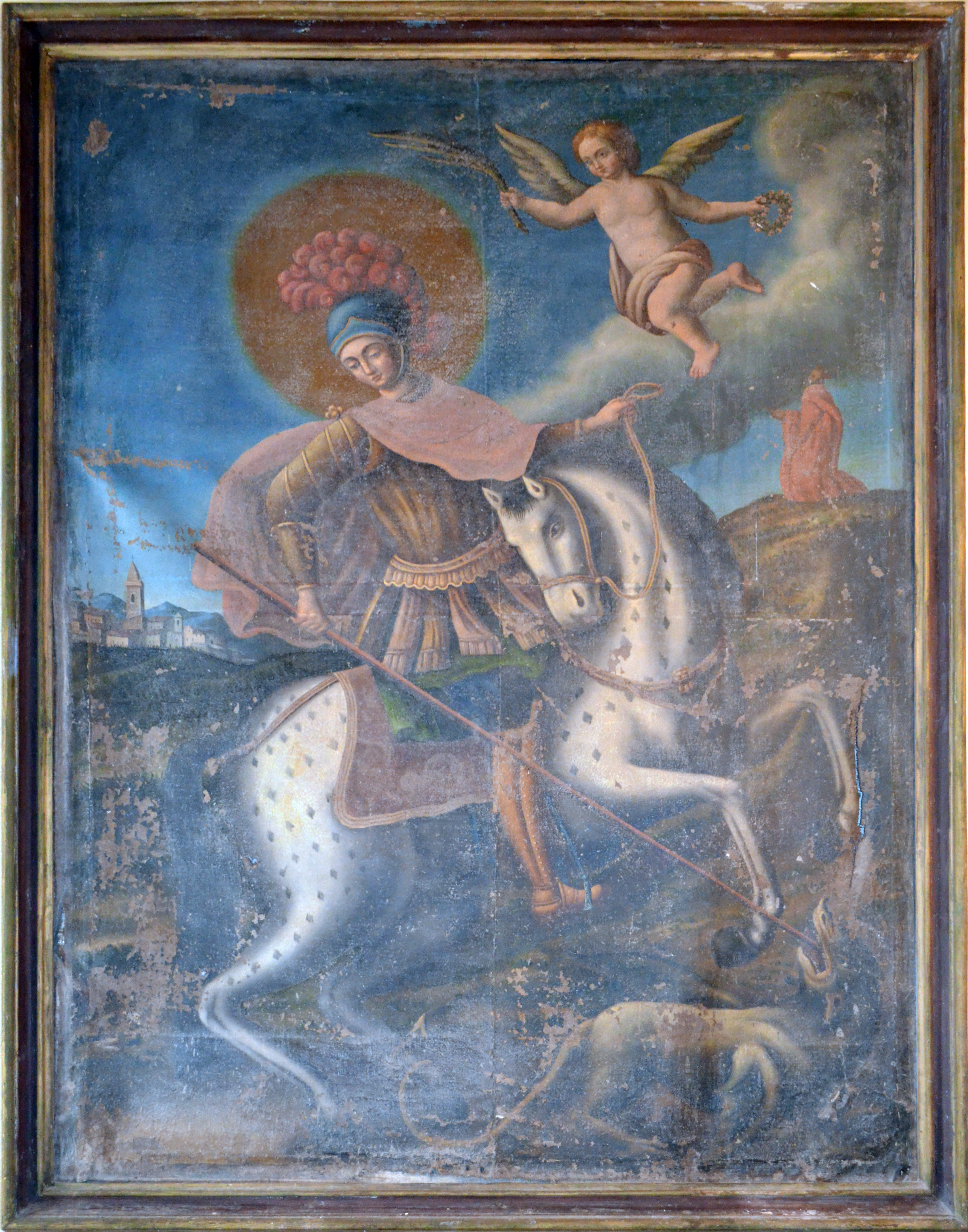
Tela anonima del XVII-XVIII secolo rappresentante San Giorgio nell'atto di uccidere il drago. Al centro sul lato sinistro una rappresentazione di Terracino dell'epoca.

Fonti scritte precedenti al 1700 sono scarse e le testimonianze più chiare delle preesistenze rinascimentali e medievali sono gli edifici più antichi e gli affreschi, recentemente restaurati, che adornano la chiesa di San Giorgio. Analogamente ad Accumoli e le altre frazioni fece parte del Regno di Napoli, passando solo per un breve periodo nel XVII secolo ai possedimenti medicei per poi tornare sotto al dominio di Napoli fino al 1860. Nel 1861 venne istituita la Provincia dell'Aquila sotto cui ricadde Terracino assieme al capoluogo e a buona parte dei territori facenti parte dell'Abruzzo Ulteriore Secondo. Nel 1927 Terracino con Accumoli e altri comuni limitrofi vennero accorpati alla neonata Provincia di Rieti. Durante la Seconda guerra mondiale trovarono rifugio nelle montagne circostanti partigiani e contrabbandieri, tuttavia il paese non fu interessato da eventi bellici in maniera diretta.

## Festività
La festa patronale cade il 23 aprile, i festeggiamenti però avvengono l'ultima domenica di agosto in cui si celebra la Madonna del Rosario. La scelta di festeggiare d'estate deriva dalla presenza di un gran numero di villeggianti discendenti di paesani emigrati principalmente a Roma, tenendo conto anche del clima meno rigido. Quando l'ultima domenica del mese cade troppo vicino ai primi di settembre allora le celebrazioni vengono anticipate di una settimana. È molto sentita come festività anche quella della Santa Croce che cade il 3 maggio.

## Sisma del 2016
Il paese è stato colpito dal sisma del 24 agosto 2016 e dalle conseguenti scosse dell'ottobre 2016 e gennaio 2017, riportando lesioni alla maggior parte degli edifici. Dall'esito della microzonazione sismica sono emersi risultati che stabiliscono la buona stabilità del terreno e la minor propagazione delle onde sismiche, garantendo quindi una possibile ricostruzione in loco.